# Motasem Sabbou
Motasem Masaud Sabbou (in arabo معتصم مسعود صبو‎?; Tripoli, 20 agosto 1993) è un calciatore libico, difensore dell'Al-Olympic e della nazionale libica, della quale è capitano.

## Palmarès

### Club

#### Competizioni nazionali
- Coppa di Libia: 1

Al-Ittihad Tripoli: 2018
- Coppa di Tunisia: 1

Monastir: 2019-2020
- Campionato libico: 2

Al-Ittihad Tripoli: 2021, 2022

### Nazionale
- Campionato delle nazioni africane: 1

Sudafrica 2014